# Torneo de Hobart 2019
El Hobart International 2019 fue un evento de tenis de la WTA International. Se disputó en Hobart (Australia), en cancha dura al aire libre, formando parte de una serie de eventos que sirven de antesala al Abierto de Australia 2019, entre el 7 y el 12 de enero de 2019.

## Distribución de puntos
| Modalidad           | Campeona | Finalista | Semifinales | Cuartos de final | 2ª ronda | 1ª ronda | Clasificadas | 2ª ronda de clasificación | 1ª ronda de clasificación |
| Individual femenino | 280      | 180       | 110         | 60               | 30       | 1        | 18           | 12                        | 1                         |
| Dobles femenino     | 280      | 180       | 110         | 60               | 1        | -        | -            | -                         | -                         |

## Cabezas de serie

### Individuales femenino
| Tenista                   | Ranking | Preclasificada |
| Caroline Garcia           | 19      | 1              |
| Mihaela Buzărnescu        | 24      | 2              |
| Shuai Zhang               | 40      | 3              |
| Maria Sakkari             | 41      | 4              |
| Anastasiya Pavliuchenkova | 42      | 4              |
| Alizé Cornet              | 45      | 6              |
| Kirsten Flipkens          | 47      | 7              |
| Alison Van Uytvanck       | 49      | 8              |

- Ranking del 31 de diciembre de 2018.[2]

### Dobles femenino
| Tenista                               | Ranking | Preclasificada |
| Hao-Ching Chan Yung-Jan Chan          | 45      | 1              |
| Irina-Camelia Begu Mihaela Buzărnescu | 48      | 2              |
| Monica Niculescu Zhaoxuan Yang        | 73      | 3              |
| Kirsten Flipkens Johanna Larsson      | 74      | 4              |

## Campeonas

### Individual femenino
Sofia Kenin venció a  Anna Schmiedlová por 6-3, 6-0

### Dobles femenino
Hao-Ching Chan /  Yung-Jan Chan vencieron a  Kirsten Flipkens /  Johanna Larsson por 6-3, 3-6, [10-6]